# 1240 год
1240 (ты́сяча две́сти сороково́й) год  по юлианскому календарю — високосный год, начинающийся в воскресенье. Это 1240 год нашей эры, 10‑й год 4‑го десятилетия XIII века 2‑го тысячелетия, 1‑й год 1240‑х годов. Он закончился 785 лет назад.
| Пн | Вт | Ср | Чт | Пт | Сб | Вс |
|    |    |    |    |    |    | 1  |
| 2  | 3  | 4  | 5  | 6  | 7  | 8  |
| 9  | 10 | 11 | 12 | 13 | 14 | 15 |
| 16 | 17 | 18 | 19 | 20 | 21 | 22 |
| 23 | 24 | 25 | 26 | 27 | 28 | 29 |
| 30 | 31 |    |    |    |    |    |

| Пн | Вт | Ср | Чт | Пт | Сб | Вс |
|    |    | 1  | 2  | 3  | 4  | 5  |
| 6  | 7  | 8  | 9  | 10 | 11 | 12 |
| 13 | 14 | 15 | 16 | 17 | 18 | 19 |
| 20 | 21 | 22 | 23 | 24 | 25 | 26 |
| 27 | 28 | 29 |    |    |    |    |

| Пн | Вт | Ср | Чт | Пт | Сб | Вс |
|    |    |    | 1  | 2  | 3  | 4  |
| 5  | 6  | 7  | 8  | 9  | 10 | 11 |
| 12 | 13 | 14 | 15 | 16 | 17 | 18 |
| 19 | 20 | 21 | 22 | 23 | 24 | 25 |
| 26 | 27 | 28 | 29 | 30 | 31 |    |

| Пн | Вт | Ср | Чт | Пт | Сб | Вс |
|    |    |    |    |    |    | 1  |
| 2  | 3  | 4  | 5  | 6  | 7  | 8  |
| 9  | 10 | 11 | 12 | 13 | 14 | 15 |
| 16 | 17 | 18 | 19 | 20 | 21 | 22 |
| 23 | 24 | 25 | 26 | 27 | 28 | 29 |
| 30 |    |    |    |    |    |    |

| Пн | Вт | Ср | Чт | Пт | Сб | Вс |
|    | 1  | 2  | 3  | 4  | 5  | 6  |
| 7  | 8  | 9  | 10 | 11 | 12 | 13 |
| 14 | 15 | 16 | 17 | 18 | 19 | 20 |
| 21 | 22 | 23 | 24 | 25 | 26 | 27 |
| 28 | 29 | 30 | 31 |    |    |    |

| Пн | Вт | Ср | Чт | Пт | Сб | Вс |
|    |    |    |    | 1  | 2  | 3  |
| 4  | 5  | 6  | 7  | 8  | 9  | 10 |
| 11 | 12 | 13 | 14 | 15 | 16 | 17 |
| 18 | 19 | 20 | 21 | 22 | 23 | 24 |
| 25 | 26 | 27 | 28 | 29 | 30 |    |

| Пн | Вт | Ср | Чт | Пт | Сб | Вс |
|    |    |    |    |    |    | 1  |
| 2  | 3  | 4  | 5  | 6  | 7  | 8  |
| 9  | 10 | 11 | 12 | 13 | 14 | 15 |
| 16 | 17 | 18 | 19 | 20 | 21 | 22 |
| 23 | 24 | 25 | 26 | 27 | 28 | 29 |
| 30 | 31 |    |    |    |    |    |

| Пн | Вт | Ср | Чт | Пт | Сб | Вс |
|    |    | 1  | 2  | 3  | 4  | 5  |
| 6  | 7  | 8  | 9  | 10 | 11 | 12 |
| 13 | 14 | 15 | 16 | 17 | 18 | 19 |
| 20 | 21 | 22 | 23 | 24 | 25 | 26 |
| 27 | 28 | 29 | 30 | 31 |    |    |

| Пн | Вт | Ср | Чт | Пт | Сб | Вс |
|    |    |    |    |    | 1  | 2  |
| 3  | 4  | 5  | 6  | 7  | 8  | 9  |
| 10 | 11 | 12 | 13 | 14 | 15 | 16 |
| 17 | 18 | 19 | 20 | 21 | 22 | 23 |
| 24 | 25 | 26 | 27 | 28 | 29 | 30 |

| Пн | Вт | Ср | Чт | Пт | Сб | Вс |
| 1  | 2  | 3  | 4  | 5  | 6  | 7  |
| 8  | 9  | 10 | 11 | 12 | 13 | 14 |
| 15 | 16 | 17 | 18 | 19 | 20 | 21 |
| 22 | 23 | 24 | 25 | 26 | 27 | 28 |
| 29 | 30 | 31 |    |    |    |    |

| Пн | Вт | Ср | Чт | Пт | Сб | Вс |
|    |    |    | 1  | 2  | 3  | 4  |
| 5  | 6  | 7  | 8  | 9  | 10 | 11 |
| 12 | 13 | 14 | 15 | 16 | 17 | 18 |
| 19 | 20 | 21 | 22 | 23 | 24 | 25 |
| 26 | 27 | 28 | 29 | 30 |    |    |

| Пн | Вт | Ср | Чт | Пт | Сб | Вс |
|    |    |    |    |    | 1  | 2  |
| 3  | 4  | 5  | 6  | 7  | 8  | 9  |
| 10 | 11 | 12 | 13 | 14 | 15 | 16 |
| 17 | 18 | 19 | 20 | 21 | 22 | 23 |
| 24 | 25 | 26 | 27 | 28 | 29 | 30 |
| 31 |    |    |    |    |    |    |

## События
- 1233—1241 — Никейско-латино-болгарская война. Вооружённый конфликт между Никейской империей, Болгарией и Латинской империей[1].
- 1239—1241 — Крестовый поход баронов[2].
- 1239—1241 — восстание бабаи. Первое массовое выступление туркменских племён в государстве Сельджуков и обусловленное социальными и религиозными противоречиями внутри государства. Духовным лидером восстания был Баба Ильяс, военными действиями повстанцев руководил мюрид Баба Ильяса Исхак. Восстание окончательно подорвало и без того ослабленное сельджукское государство, подготовив почву для монгольского завоевания в 1241—1243 годах[3].
- 1240—1250 — Второй шведский крестовый поход в Финляндию[4].
- Сентябрь — граф Шампани Тибо IV возвращается из Газы после неудачного Крестового похода, и, по легенде, завозит во Францию кусты провенской розы.
- Балдуин взял Цурул. Ромейский флот разбит итальянцами.
- Император Священной Римской империи Фридрих II начал наступление на Папскую область, угрожая Риму. Он запретил церковный собор, который намеревался провести папа римский Григорий IX.
- Португальский король Саншу II захватывает крепость Аямонте в провинции Алгарве.
- Король Норвегии Хакон IV Старый нанёс поражение ярлу Скуле Бордссону, на чём эпоха гражданских войн в Норвегии завершилась.
- Сундьятта, вождь Малинке, захватил Гану и окончательно разрушил город.
- Переход городов Мюнхен и Менцинг во владение Виттельсбахов.
- Около 1240 — основание на реке Шпре — Берлина.

### Монгольская империя
- 1223—1240 — закончено Монгольское завоевание Волжской Булгарии[5].
- 1236—1242 — Западный поход монголов. Поход войск Монгольской империи в Восточную и Центральную Европу во главе с чингизидом Батыем и военачальником Субэдэем[6].
- Разорив южно-русские княжества войска монголов  через Берестье и перевалы в Карпатах устремились в Западную Европу. К отпору готовились Королевство Польское, Чешское королевство, Королевство Венгрия и Венгерско-хорватская уния[7].

## Русь
Правление: 1238—1240, 1241—1243 (номинально) — Михаил Всеволодович, 1240 — Ростислав Мстиславич и 1240 — Даниил Галицкий
- Начало года — после бегства из Киева Михаила Всеволодовича и его сына Ростислава в Венгрию, Ростислав Мстиславич на короткое время занимает киевский престол[8].

- Даниил Романович Галицкий захватил киевский престол, прогнав Ростислава Мстиславича. Он оставил город под управлением тысяцкого Дмитра, которому пришлось обороняться от монголов[9].
- 1240—1242 — Ливонские походы на Русь[10].
  - Побуждаемые Римским Папой Григорием IX в новгородские земли в устье реки Нева вторгся флот шведского короля Эрика XI Леспе и приплывших с ними норвежцев на 50 судах, остановившись в устье реки Ижора (во главе по некоторым данным, стоял зять короля, будущий ярл Биргер, но по другим, шведские войска возглавляли тогдашний ярл Швеции, двоюродный брат Биргера — Улаф Фасси и монах Доминиканского ордена, англичанин Томас)[11][12].
    - Поход шведов на Ладогу во главе с ярлом Ульфом Фаси, либо зятем короля Биргером.
    - Александр Ярославич немедленно выдвинулся с войском к Ладоге, но там не обнаружил врага. Старейшина ижорской земли Пелгуй-Филипп сообщил, что шведы делают "станы и обрытия" (рвы), вероятно они пытались закрепиться в стратегически важном месте построив опорную крепость[11].
    - 15 июля — Невская битва. Победа новгородцев и ладожан под руководством князя Александра Ярославича над шведами. Эта победа приносит Александру почётное прозвище "Храбрый", а после канонизации в 1547 году он получает наименование "Невский"[11][12].
    - 16 сентября — рыцари Ливонского ордена, датского короля, дерптского (юрьевского) епископа и вместе с князем-изгнанником Ярославом Владимировичем служившего немцам, захватывают Изборск, где было разбито псковское войско выступившее на подмогу, а позднее — Псков, где были посажены два немецких фогта. Их поддерживала влиятельная часть псковского населения во главе с бояриным Твердилой Иванковичем, но немало горожан бежало в Новгород[11].
    - Александр Невский, который не поддержал войсками в борьбе с немцами — Псков, покинул Новгород, жители которого остались недовольные взятием Пскова, уехав в Переяславль[11].
    - Зима 1240/41 — воспользовавшись отъездом Александра Невского из Новгорода, немцы захватывают чудские и водские владения Новгорода, построили в Копорье крепость и пошли войной на новгородскую территорию, не дойдя 30 км. до самого Новгорода[11].
    - Зима 1240/41 — после ухода из Великого Новгорода Александра Невского, отец Ярослав Всеволодович посылает сына Андрея Ярославича на новгородское княжение. Однако возросшая угроза со стороны немцев заставляет новгородцев просить великого князя вновь дать им на княжение Александра[13].
- Монголо-татарское иго (см. Осада Киева)[14].
  - Даниил Романович вместе с сыном Львом Даниловичем отправляется к венгерскому королю Беле IV за помощью против татаро-монгол, а жену, детей и брата отправляет в Польшу[15][16].
  - Даниил Романович захотел женить сына Льва Даниловича на одной из дочерей Белы IV, чтобы заручиться содействием Венгрии в борьбе с татаро-монголами, но Бела IV отвергает брачное предложение. Лев в это время, по-видимому, был еще молод[17].
  - Осень —  Даниил Романович остаётся в Венгрии, зная о предательстве галицких бояр. В это время его мать и сёстры уходят в Польшу[17].
  - Осень — после подавления в степи и Крыму сопротивления донских алан и половцев, монгольские войска начали большое наступление на русско-южные княжества. Их главной целью был Киев[7].
  - Осень/зима 1241 — подчинение и разорение русских княжеств и земель в Среднем Поднепровье и Юго-Западной Руси на пути к странам Западной Европы[7].
  - 6 декабря — Киев взят монголами, предварительно окружив его кольцом и захватив вокруг все крупные города: Юрьев Поросский, Белгород и Вышгород[7]. Подробнее: Нападение хана Батыя на Киев. После разорения Киева , по свидетельству летописцев, город был: "сведён почти ни на что: едва существовало там 200 домов, а людей тех держат монголы в самом тяжёлом рабстве"[12].
  - При взятии Киева была разрушена Десятинная церковь, где под её развалинами были утрачены мощи многих православных святых: княгини Ольги, Владимира Святославича, Анны Византийской и др. (см. 1635 год)[18].
  - Татаро-Монголами взят Вышгород, где был разрушен храм, в котором хранились мощи святых Бориса и Глеба, в результате разорения мощи были утрачены[19].
  - Конец года — Даниил Романович с семьёю едет к сандомирскому и мазовецкому князю Болеславу I, который даёт ему г. Вышгород-Польский, где Даниил живёт до получения известий об уходе татар из Русской земли[16].
  - 1240—1241 — владения Даниила Романовича подверглись монголо-татарскому нашествию. После ухода захватчиков Даниил с младшим братом Василько вернулись на родину, посвятив несколько лет восстановлению разрушенного[9].
  - Взяв Киев, монголы на пути в Польшу и Венгрию, нанесли удар по западным землям Киевского, Галицкого и Волынского княжеств. Большинство их городов было захвачено и сожжено. Но ряд городов оказал сильное сопротивление.  Монголам не удалось разрушить укрепления Колодяжина и им пришлось идти на обман его защитников, которым был предложен мир, а когда они открыли ворота то были все истреблены. В Галицком княжестве монголам не удалось взять Кременец и Холм[7].
  - 1240—1320-е (по другим данным до 1360-х) — Киев находится под контролем Золотой Орды. Его площадь значительно уменьшилась[14].
- Итоги монгольского нашествия: разгром Киева и подчинение основных городских центров Киевского, Галицкого и Владимиро-Волынского княжеств и их сельских округ. Взяты и разорены города и сельские округи: Киев, Вышгород, Звенигород, Белгород, Овруч, Житомель, Юрьев-Поросский, Корсунь, Богуслав, Канев, Треполь, Торческ, Изяслав, Колядижин, Каменец, Владимир-Волынский, Берестье, Галич, Бужск, Теребовль, Перемышль,  Плеснеск, Ясенив, Городов, Васильев и другие. Капитуляция городов Болховской земли. Неудачная осада монгольскими войсками галицко-волынских городов: Кременец, Данилов и Холм[7].

## Начало правления
См.также: Список глав государств в 1240 году
- Айюбиды — Ас-Салих II Айюб (1240—1249).
- Муизз ад-дин Бахрам-шах — правитель Делийского султаната.
- В Делийском султанате произошёл переворот против правительницы Разии-султан. В результате она погибла. Новым правителем султаната стал Муизз ад-дин Бахрам-шах.

## Наука и искусство
- Создано «Сокровенное сказание монголов» («Тайная история монголов») — памятник монгольской литературы.

## Родились
См. также: Категория:Родившиеся в 1240 году
- Магнус I Ладулос — король Швеции.
- Бенедикт XI (папа римский).

## Скончались
См. также: Категория:Умершие в 1240 году
- 11 апреля — Лливелин ап Иорверт, правитель королевства Гвинед.
- 10 декабря — Конрад из Лихтенау, немецкий хронист.
- Герман II и Мефодий — константинопольские патриархи.
- Альберт IV — граф Габсбург.
- Александр из Вильдьё — французский средневековый монах-минорит, поэт, грамматик, математик и схоластический писатель.
- Разии-султан — правительница Делийского султаната.